# جیحون (خمیر)
جیحون، روستایی در دهستان کهورستان بخش کهورستان شهرستان خمیر در استان هرمزگان ایران است. این روستا، مرکز دهستان کهورستان است.

## مردم و امکانات
مردم روستا از اهل سنت و از شاخه شافعی هستند یعنی از پیروان امام محمد ادریس شافعی هستند.
دارای ۳ باب آب‌انبار «برکه» و مسجد، دبستان و بانک. خانه بهداشت. مخابرات. مدرسه راهنمایی. جادهٔ اسفالته است و دارای مسجد جامع می‌باشد.

## جمعیت
بر پایه سرشماری عمومی نفوس و مسکن در سال ۱۳۹۵، جمعیت این روستا برابر با ۷۴۳ نفر (۱۹۳ خانوار) بوده‌است.